# Tariffville
Tariffville est un quartier et une census-designated place de la ville de Simsbury située dans le comté de Hartford, dans l'État du Connecticut (États-Unis). Lors du recensement de 2010, sa population s’élevait à 1 324 habitants.

## Géographie
Selon le Bureau du Recensement des États-Unis, la superficie de la ville est de 1,7 km2, dont 1,6 km2 de terres et 0,1 km2 de plans d'eau (soit 6,15 %).

## Démographie
D'après le recensement de 2000, il y avait 1 371 habitants, 618 ménages, et 376 familles dans la ville. La densité de population était de 867,8 hab/km2. Il y avait 638 maisons avec une densité de 403,8 maisons/km2. La décomposition ethnique de la population était : 92,41 % blancs ; 2,70 % noirs ; 0,29 % amérindiens ; 2,04 % asiatiques ; 0,00 % natifs des îles du Pacifique ; 0,29 % des autres races ; 2,216 % de deux ou plus races. 1,02 % de la population était hispanique ou Latino de n'importe quelle race.
Il y avait 618 ménages, dont 29,6 % avaient des enfants de moins de 18 ans, 46,1 % étaient des couples mariés, 11,5 % avaient une femme qui était parent isolé, et 39,0 % étaient des ménages non-familiaux. 33,2 % des ménages étaient constitués de personnes seules et 9,5 % de personnes seules de 65 ans ou plus. Le ménage moyen comportait 2,22 personnes et la famille moyenne avait 2,87 personnes.
Dans la ville la pyramide des âges était 23,3 % en dessous de 18 ans, 5,7 % de 18 à 24, 35,1 % de 25 à 44, 23,9 % de 45 à 64, et 12,0 % qui avaient 65 ans ou plus. L'âge médian était 38 ans. Pour 100 femmes, il y avait 95,3 hommes. Pour 100 femmes de 18 ans ou plus, il y avait 86,9 hommes.
Le revenu médian par ménage de la ville était 60 000 dollars US, et le revenu médian par famille était $65 096. Les hommes avaient un revenu médian de $42 750 contre $32 132 pour les femmes. Le revenu par habitant de la ville était $27 585. 5,3 % des habitants et 9,5 % des familles vivaient sous le seuil de pauvreté. 13,6 % des personnes de moins de 18 ans et 16,0 % des personnes de plus de 65 ans vivaient sous le seuil de pauvreté.